# Daidalos
Daidalos (řecky Δαίδαλος, latinsky Daedalus) je v řecké mytologii 2. největší řecký stavitel (dle pověsti byl předčen synovcem a učněm Talóem), vynálezce, také sochař a malíř, syn athénského umělce Eupalama. Nejvíce se proslavil jako stavitel krétského labyrintu a spolu se svým synem Íkarem jako první člověk, který vzlétl do vzduchu pomocí vlastnoručně sestrojených křídel.

## Příběh
Daidalos měl v Athénách velkou sochařskou a malířskou dílnu a díla, která v ní vytvořil, byla dokonalá. Když však Daidalos zpozoroval, že jeho synovec Talós má ještě větší nadání než on, svrhl ho z athénské Akropole. Při pohřbu mrtvého Talóse byl Daidalos viděn a odsouzen k smrti. S pomocí bohů uprchl z vězení a spolu se svým synem se dostal na Krétu a získal azyl u krále Mínóa. Na jeho zakázku pak vystavěl rozlehlý složitý labyrint, v němž král ukryl Mínotaura, obludu s tělem muže a hlavou býka. Tu porodila králova manželka Pásifaé, nevěrná s posvátným bílým býkem. S touto zvláštní stavbou, která se stala divem světa, je spojen příběh Thésea a Ariadny.
Král Mínós chtěl Daidala udržet na Krétě, aby tajemství labyrintu zůstalo zachováno, avšak Daidalos chtěl opak. Věděl, že z ostrova se po vodě kvůli královskému loďstvu nedostane, tak mu zbývala cesta vzduchem. Sestrojil dva páry křídel z ptačích per, které pracně a důkladně slepil voskem, a spolu se svým synem vzlétli nad moře. Jeho syn však i přes otcovo varování toužil vyletět výš, až se přiblížil ke Slunci, které vosk roztavilo, křídla se rozpadla a Íkaros se zřítil do moře, kde utonul. Nešťastný Daidalos již neštěstí nedokázal zabránit.
Protože nemohl směřovat do Athén, kde stále platil jeho ortel smrti, zamířil na Sicílii. Po tisíci kilometrech přistál u jejích břehů a požádal krále Kókala o azyl. Byl přijat. Postavil králi výstavný palác, vyzdobený sochami a obrazy.
Po čase se král Mínós o Daidalově pobytu dozvěděl a vypravil se na Sicílii s válečnou flotilou žádat o jeho vydání. Kókalos se nevyjádřil, jestli Daidala vydá, ale ani obráceně. Nechal však Daidalovi volnou ruku, ten zavedl do koupelny tajné potrubí, kterým ve vhodném okamžiku očisty krále Mínóa vpustil vařící vodu a Mínóa usmrtil.
Kókalos vraždu tajil, ale zpráva o ní se dostala až k Athéňanům. Ti z vděčnosti, že je zbavil úhlavního nepřítele, Daidalovi poskytli milost. Daidalos se vrátil do svého rodného města a tam po mnoha tvůrčích uměleckých letech poklidně zemřel.

## Odraz v umění
V antice byl let Daidala a Ikara častým námětem zejména pro malíře váz. Známá jsou tato další díla:
- reliéf Daidalos a Íkaros z 1. stol. př. n. l. (dnes v římské Ville Albani)
- socha Daidalos a Íkaros je od Antonia Canovy (z r. 1779)
- stejnojmenný obraz od P. I. Sokolova (z r. 1777, v Treťjakovské galerii v Moskvě)

### Populární kultura
V televizním seriálu Stargate Atlantis je Daidalos název vesmírného křižníku letectva USA schopného mezigalaktického cestování.